# Téma (hudba)
Hudební téma je několikataktová výrazná melodicky či rytmicky výrazná a obsahově závažná hudební myšlenka, poněkud podobná motivu, je však zpravidla delší. Lze říci, že téma je složené z několika motivů.

## Rozlišení témat
Téma obvykle tvoří základ či jádro hudební skladby. Rozlišují se témata po stránce obsahové a stavebné. Zatímco například v sonátě bývá téma rozvedené do delšího útvaru, u fugy to může být jen hudební myšlenka krátká a stručná jako motiv.